# SN 2003cx
SN 2003cx – supernowa typu II odkryta 31 marca 2003 roku w galaktyce A135706-1702. W momencie odkrycia miała maksymalną jasność 19,10m.